# Fobos (mitologia)
Fobos (em grego:  φόβος, medo) é o deus do medo na mitologia grega, filho de Ares e Afrodite. Irmão gêmeo de Deimos (terror), simboliza o temor e acompanha o pai nos campos de batalha, injetando nos corações dos combatentes inimigos a covardia e o medo que os fazia fugir, como se estivem diante de um fantasma. Deu origem a palavra fobia.
Na mitologia grega clássica, Fobos é mais uma personificação do medo trazido pela guerra e não aparece como um personagem em nenhum mito. Timor ou Tímoro é seu equivalente romano na mitologia romana, ele também foi referido como Pavor.

## Família
| Nome                  | Parentesco            |
| --------------------- | --------------------- |
| Urano                 | Avô (pai de Afrodite) |
| Zeus                  | Avô (pai de Ares)     |
| Hera                  | Avó (mãe de Ares)     |
| Ares                  | Pai                   |
| Afrodite              | Mãe                   |
| Deimos                | irmão (gêmeo)         |
| Antero, Hímero, Potos | Irmãos                |
| Harmonia              | Irmã                  |
| Adrestia              | Irmã                  |
| Eros                  | Irmão                 |
| Ênio                  | Tia                   |
| Ilícia                | Tia                   |
| Hefesto               | Tio                   |
| Hebe                  | Tia                   |
| Éris                  | Tia                   |
| Angelia               | Tia                   |